# Ceylongrönduva
Ceylongrönduva (Treron pompadora) är en fågel i familjen duvor inom ordningen duvfåglar.

## Utseende och läte
Ceylongrönduvan är en medelstor (28 cm) grönduva tillhörande pompadoura-komplexet med sex arter som tidigare behandlades som en och samma art. Alla dessa har rödbrun rygg hos hanen (grön hos honan), gula och svarta kanter på vingpennorna samt grått ändband på stjärten. Liknande tjocknäbbad grönduva (T. curvirostra) skiljer sig genom just kraftigare näbb med röd näbbrot och tydligt grönaktig orbitalring.
Inom artkomplexet utmärker sig ceylongrönduvan gentemot geografiskt närmaste malabargrönduvan (T. affinis) genom gul panna (ej vitaktig), vita undre stjärttäckare istället för gräddbruna, längre näbb och stjärt men kortare och spetsigare vingar samt mattare brunt på ryggen och grönt på övergumpen. Sången beskrivs som en lång och växlande människolik vissling.

## Utbredning och systematik
Fågeln förekommer enbart på Sri Lanka. Tidigare fördes flera andra taxon som numera betraktas som egna arter till Treron pompadora, då under trivialnamnet pompadourgrönduva, och vissa gör det fortfarande. Arterna som ingick är, förutom ceylongrönduva, malabargrönduva, gråhuvad grönduva, andamangrönduva, filippinsk grönduva och burugrönduva.

## Status och hot
Arten har ett rätt stort utbredningsområde och en stor population, men tros minska i antal, dock inte tillräckligt kraftigt för att den ska betraktas som hotad. Internationella naturvårdsunionen IUCN kategoriserar därför arten som livskraftig (LC).